# Arkadiusz Jeziorski
Arkadiusz Jeziorski – polski chirurg, profesor nauk medycznych.

## Życiorys
W 1983  r. ukończył studia lekarskie w Akademii Medycznej w Łodzi, w 1988 r. obronił pracę doktorską pt. Leczenie oszczędzające u chorych na raka gruczołu piersiowego we wczesnym stopniu zaawansowania, której promotorem był prof. Jan Berner, w 2001 r. habilitował się na podstawie pracy zatytułowanej Analiza immunologiczna białkowych produktów wybranych onkogenów i genów supresorowych w pierwotnym inwazyjnym raku zrazikowym piersi u kobiet. W 2007 r. uzyskał tytuł profesora nauk medycznych.
Został pracownikiem naukowym na Uniwersytecie Medycznym w Łodzi.